# نغوين هوي هونغ
نغوين هوي هونغ (بالفيتنامية: Nguyễn Huy Hoàng) هو لاعب كرة قدم فيتنامي في مركز ظهير ‏، ولد في 4 يناير 1981 في محافظة ني أن في فيتنام. شارك مع منتخب فيتنام تحت 23 سنة لكرة القدم ومنتخب فيتنام لكرة القدم. أما مع النوادي، فقد لعب مع نادي سونغ لام نغي أن.

## وصلات خارجية
- نغوين هوي هونغ على موقع قاعدة بيانات كرة القدم.إي يو (الإنجليزية)
- نغوين هوي هونغ على موقع ناشيونال فوتبول تيمز (الإنجليزية)
- نغوين هوي هونغ على موقع Soccerway.com (الإنجليزية)